# Csang Szongu
Csang Szongu (Jang Sungwoo) (hangul: 장성우, RR: Jang Sung-woo; 2002. március 19. –) ifjúsági olimpiai bajnok dél-koreai rövidpályás gyorskorcsolyázó.

## Élete
17 évesen, a 2020-as Lausanne-i téli ifjúsági olimpiai játékokon a rövidpályás gyorskorcsolya fiú 1000 méteres versenyszámát (1:33,531 időeredménnyel) megnyerte, míg 500 méteren – honfitársa, I Dzsongmin (Lee Jeongmin) mögött a – második lett, csakúgy mint a játékok utolsó napján rendezett vegyes váltó döntőjét követően.
Rögtön a játékok után, az olaszországi Bormióban rendezett junior világbajnokságon aranyérmes lett a 3000 méteres szuperdöntőben.
Az Amerikai Egyesült Államokbeli Lake Placidban megrendezett 2023. évi téli universiade férfi 1000 méteres versenyszámában és a férfi váltóval az első helyen végzett, ugyanakkor 1500 méteren bronzérmes lett, míg 500 méteren a 6. legjobb idővel ért be a célba.